# Eria globulifera
Eria globulifera är en orkidéart som beskrevs av Gunnar Seidenfaden. Eria globulifera ingår i släktet Eria och familjen orkidéer. Inga underarter finns listade i Catalogue of Life.